# Wamel
Wamel (Maas-en-Waals: [ˈwɒː.məl])is een dorp (circa 2.555 inwoners) in het Land van Maas en Waal in de Nederlandse provincie Gelderland. Het is een dijkdorp op de linkeroever van de Waal. Aan de overkant van deze rivier ligt Tiel, waarmee het door het fiets-en-voetveer Tiel - Wamel – en sinds 1973 door de Prins Willem-Alexanderbrug, de eerste zelfdragende betonnen brugconstructie van Nederland – is verbonden. Wamel behoort tot de gemeente West Maas en Waal. 
Wamel is met de auto te bereiken via N322 (ook wel bekend als Van Heemstraweg), N323 en Rijksweg A15. 
Grote plaatsen in de directe omgeving zijn Tiel en Beneden-Leeuwen en hebben ook meer voorzieningen. 

## Historie
De eerste vermelding van Wamel, toen Vamele (doorwaadbare plaats) geheten, dateert uit 893 na Chr. wanneer de Abdij van Prüm een hof te Wamel bezit. Omstreeks 1445 werd het clarissenklooster Clarekamp gesticht.
De vermogende Lambert de Haze uit Wamel schonk begin 15de eeuw een huis en jaarlijks geld aan de Zusters van het Gemeenen Leven in Deventer om ook een klooster te stichten in Wamel. Dit werd een plaats voor alleenstaande vrouwen (begijnen), weduwen en ouderen: het "St Mariënhof".
In Wamel waren diverse kastelen en adellijke huizen gelegen, zoals Sterkenburg, Lakenburg en Pollenstein.
Op 1 januari 1818 werd de gemeente vergroot met de opgeheven gemeente Leeuwen. Op 1 januari 1984 werd de gemeente Wamel samengevoegd met de gemeenten Appeltern en Dreumel tot een fusiegemeente met de werknaam Wamel. Op 1 juli 1985 werd de naam van deze nieuwe gemeente gewijzigd in West Maas en Waal.

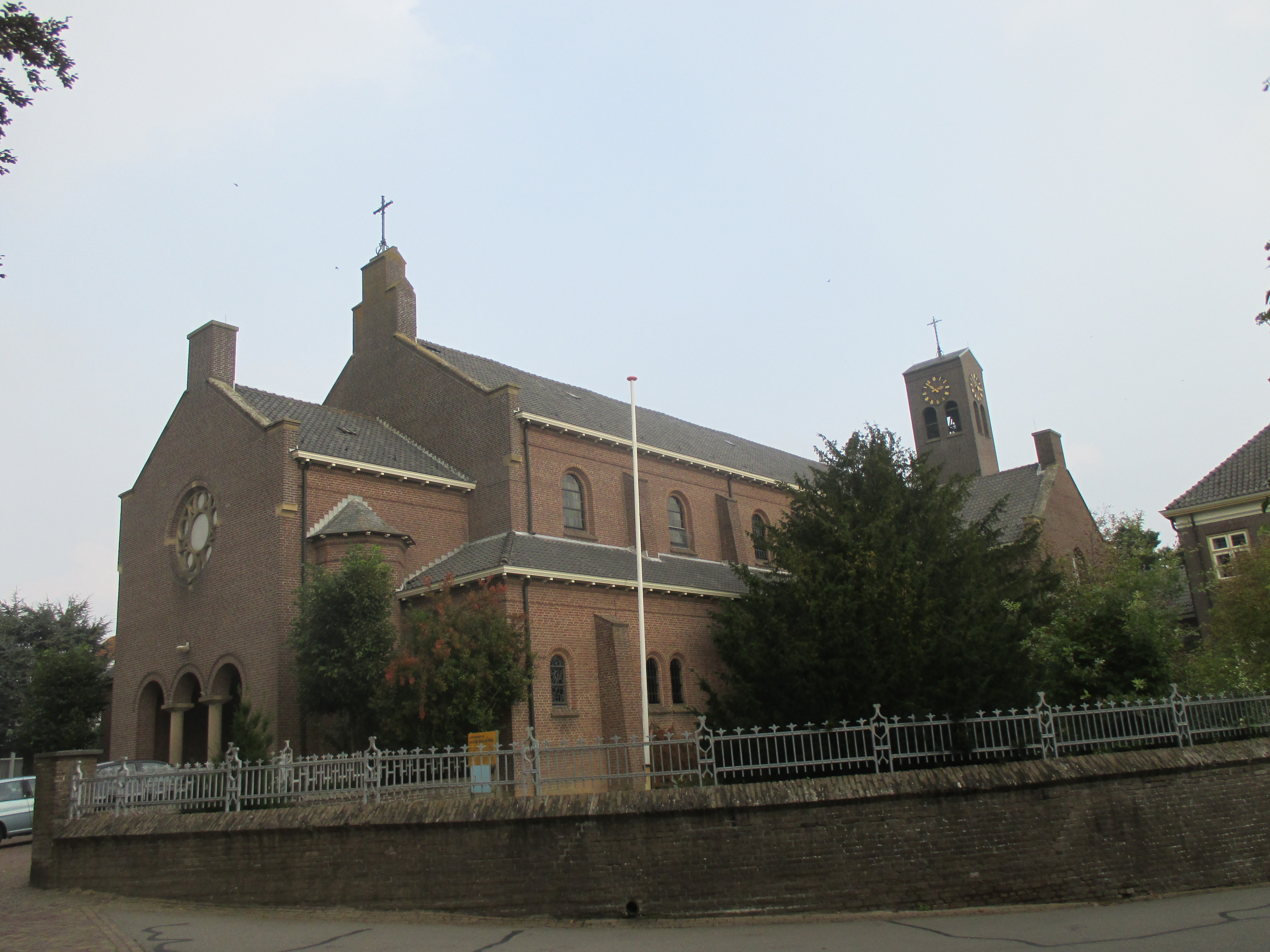
Rooms-katholieke Sint-Victorkerk

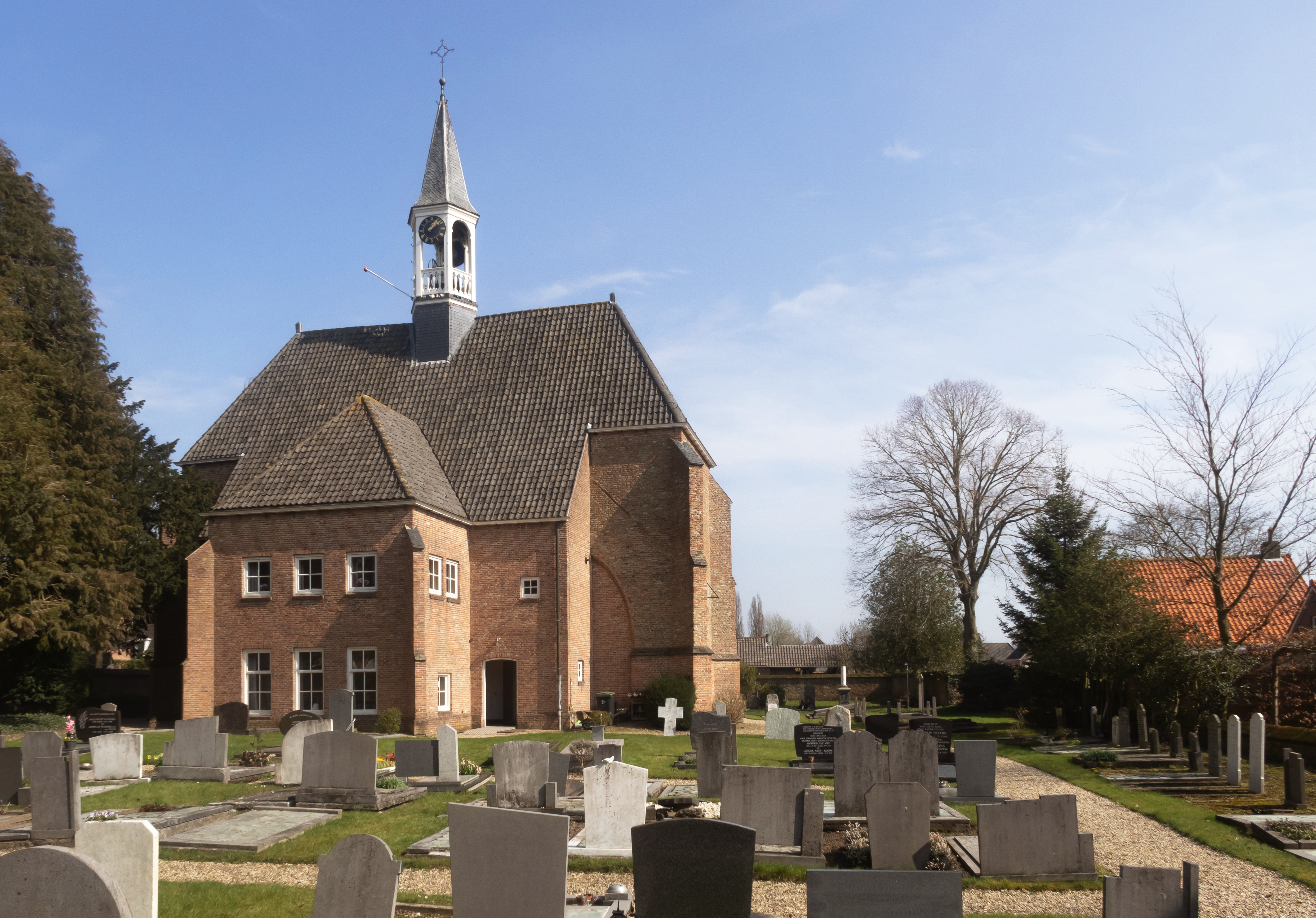
Hervormde kerk

## Bus
Wamel is bereikbaar met de bus. 
De volgende buslijn rijdt langs het dorp.
- Lijn 165: 's-Hertogenbosch - Druten

## Sport en recreatie
- Voetbalvereniging Unitas '28
- Tafeltennisvereniging Tik Hard
- Tennisvereniging Wamel
- Hengelsportvereniging HSV Haal Op
- Dorpshuis VTC Wamel
- Monkeytown Wamel
- Vrije Markt Wamel
- Bootspotvereniging 't Wamelskwartiertje (leefbaarheid) BSV
- Carnavalsvereniging De Oude Gierpont

## Onderwijs
Wamel telt twee basisscholen: 
- Basisschool De Laak
- De Terebint

## Geboren
- Lando van den Berg (1913-1969), priester en kunstenaar
- Koos Pompen (1930-2018), burgemeester van Boekel en Beers
- Jos Kruisbergen (1947), cineast
- Thijs van Beem (1953), burgemeester van Winterswijk
- Ivo den Bieman (1967), voetballer
- Bram Vermeulen (1974), NOS-correspondent in Turkije en Zuid-Afrika
- Bram van den Berg (1982), drummer Krezip
- Iris van Herpen (1984), modeontwerpster